# Ramírez
Ramírez es un apellido de origen patronímico derivado del nombre de pila Ramiro. Como todo apellido de similar procedencia, sus portadores no poseen necesariamente relación genealógica entre sí. 
El sufijo -ez procede probablemente del acervo visigodo, e indica la filiación; por lo tanto Ramírez significa "hijo de Ramiro". Su forma portuguesa es Ramires.
Es usado en España y los países hispanoamericanos, con presencia en otras partes del mundo.

## Origen y descripción general

### Etimología
Proviene del nombre Ramiro, forma romance del visigótico Radamir (de rad: consejo, y miru: insigne). 
Algunos autores consideraron que el elemento miru podría ser de origen eslavo, aunque esto no necesariamente significa que los apellidos que lo contengan lo sean.

## Casas nobles de Ramírez

### Casa solar de Madrid
La primera casa solar en usar el apellido Ramírez de acuerdo a varios autores, fue fundada en Madrid por Gracián (Garzia, García) Ramírez del castillo de las cuestas de Rivas, a orillas del río Jarama. Este fue el primer gobernador, alcalde y capitán de Madrid, fundador de la capilla de "Nuestra Señora de Atocha". Su hijo Armando Juan Ramírez estuvo al servicio de Alfonso VI. Diego Ramírez, otro descendiente de Gracián (García) Ramírez, de Madrid, sirvió igualmente al rey Fernando IV de León y Castilla.
Descendiente de esta antigua casa fue Francisco Ramírez de Oreňa y Ramírez de Cóbreces.(Después llamado Francisco Ramírez de Madrid.
Él continúa su linaje , Ramírez de Oreňa en los hijos habidos con su primera esposa, Doňa Isabel de Oviedo.De sus segundas nupcias con Doňa Beatriz Galindo nacen los progenitores del linaje Ramírez de Haro.
Ambas líneas se unen en Don Antonio Ramírez de Oreňa Ramírez de Haro Pimentel y Córdoba.

### Otras casas del linaje Ramírez
Estos son algunos de los apellidos compuestos llevados por ciertas casas:
- Ramírez de Arellano, esta casa procede del madrileño Diego Ramírez, de quien provino Juan Ramírez de Arellano, Señor de los Arellanos en Navarra y de los Cameros en Castilla, al servicio de Carlos II. Este tuvo un hijo del mismo nombre, quien moriría en la Batalla de Aljubarrota en Portugal. Uno de sus descendientes fue Alonzo Ramírez de Arellano, quien fue el primer Conde de Aguilar. De estos Ramírez de Arellano saldrían varios personajes ilustres, como Pedro Ramírez de Arellano, con descendencia en el Nuevo Mundo, se emparentaría con Cortez.[9][8] Diego Ramírez (de Arellano) nació en 1633, fue un marino y cosmógrafo, descubridor de las islas de su mismo nombre.
- Ramírez de Aristarán[10]
- Ramírez de Cardemuño[8]
- Ramírez de Jove
- Ramírez de Fuenleal, tal vez el más ilustre de esta casa sea Sebastián Ramírez de Fuenleal, prelado y administrador colonial en la Audiencia de Santo Domingo, así como obispo.
- Ramírez de Labastida
- Ramírez de Montalvo, apellido muy conocido en Italia desde 1540. Los descendientes de Antonio Ramires di Montalvo han construido diferentes edificaciones en la región de Florencia. Su nieta Leonora fue la fundadora del convento "le Quiete", entre otros cargos de esta casa.
- Ramírez de Palacios
- Ramírez de Peñaranda
- Ramírez de La Piscina[11]
- Ramírez de Villaescusa
- Ramírez de Villafranca.

### Antigua casa real de Asturias
- Casa real de Ramiro I.

## Extensión y difusión del apellido
Debido a que el apellido Ramírez es un apellido patronímico, su raíz principal pudo tener varios orígenes. Uno de ellos es del pueblo godo. Este origen lo situaría alrededor del siglo II de nuestra era. Las derivaciones del nombre original (Raginmari) darían origen a muchos otros apellidos en Europa, en prácticamente todos los países europeos. Es posible que el apellido Ramírez sea claramente de origen español, lo que no quiere decir que sanguíneamente todos los ancestros de algún Ramírez en particular provengan de la península ibérica. Así, los parientes inmediatos podrían venir de otros lugares del orbe, si se cuenta por supuesto que en el Nuevo continente muchos descendientes de indígenas nunca pisaron o se establecieron en España. Por lo cual es difícil vincular una rama de la familia con otra con el mismo apellido. En México, debido a las guerras de reforma, revolución y la guerra cristera, muchos documentos se perdieron al ser quemadas fincas de la iglesia católica y oficinas de gobierno dificultando la investigación de los orígenes de las familias.

## Nuevo Mundo
Los primeros inmigrantes Ramírez de los que se tiene conocimiento, son los siguientes, a falta de conocimiento sobre los nombres de tripulantes en los viajes de Colón y Cortés, estos son los más cercanos.
Al escribirse términos como el Nuevo Mundo u otros es que no se sabe a ciencia cierta el destino final del tripulante, que pudieron ser las islas del Caribe.
- 1511, Diego Ramírez, llegaría al Nuevo Mundo, pág. 26.[13]
- 1513, Alonso, Antonio Ramírez, llegaron al Nuevo Mundo, pág. 110, 84, 194, 91.[13]
- 1515, Francisco Ramírez arribó al Nuevo Mundo, pág. 136.[13]
- 1516, Diego Ramírez, llegó al Nuevo Mundo, pág. 148.[13]
- 1517, Diego Ramírez arribó al Nuevo Mundo, pág. 170.[13]
- 1526, Diego Ramírez arribó al Nuevo Mundo, pág. 197.[13]
- 1527, Juan Ramírez arribó al Nuevo Mundo, pág. 226.[13]
- 1534, Francisco Ramírez arribó al Nuevo Mundo, pág. 136.[13]
- 1534, Juan Ramírez arribó a Cuba en 1534, pág. 325.[13]

### Nueva España
- Alonso Ramírez arribó a la Nueva España en 1534, pág. 23[14]
- Francisco Ramírez arribó a la Nueva España en 1537, pág. 200[14]
- Juan Ramírez arribó a la Nueva España en 1535, pág.2 17[14]

### Colombia
- Juan Ramírez de Coy, comerciante proveniente de Lepe en Andalucía, arribó a Santa Fe de Antioquia en la década de 1580 en dónde se casó con una hija mestiza del encomendero Bartolomé Sánchez Torreblanca, descienden de ellos todos los que llevan este apellido en Antioquia y el Viejo Caldas
- véase Gran Colombia

### Cuba y Florida
- Andrés Ramírez arribó a Florida en 1538, pág. 239[14]
- Alejandro, economista español de finales del siglo XVIII, marchó a América y fue jefe de la Hacienda cubana;[15]

### Perú
- Alonso Ramírez arribó al Perú en 1537, pág. 204[14]

### Río de la Plata
- Alonso Ramírez arribó al Río de la Plata en 1535, pág. 94[14]
- Antonio Ramírez arribó al Río de la Plata en 1535 junto con su hermano, pág. 88[14]
- Francisco Ramírez arribó al Río de la Plata en 1535, pág. 119[14]

### República Dominicana
- Catalina Ramírez arribó a la República Dominicana en 1538, pág. 233[14]
- Demetrio Ramírez, se desconoce la fecha de su aparición y de sus antecesores. Pero su último lugar de residencia se dice que fue en Imbert, Puerto Plata, y que sus antecesores pueden haber arribado hacia 1647 a Santiago de Los Caballeros.

## Soundex Code
El Soundex Code System fue creado en 1930 por el censo del gobierno estadounidense para facilitar la catalogación de apellidos, de acuerdo a como se oían. El número Soundex de los Ramírez es R562, el Soundex es usado hoy en día para facilitar el trabajo de los genealogistas para buscar con rapidez algún apellido en el censo estadounidense. La American Genealogical Lending Library (AGLL) es tal vez una de las bibliotecas más grandes en poseer documentos originales, y un gran archivo para facilitar la búsqueda de los ancestros, la cual renta los documentos.
Estos son los posibles apellidos que guardan relación con el apellido Ramírez, entre otros:
Ramaroson, Ramerez, Rameriz, Ramers, Ramircz, Ramharack, Ramhorst, Ramierez, Ramierz, Ramiraz, Ramires, Ramírez, Ramiriz, Ramirowitz, Rammerstorfer, Ramnarace, Ramrakha, Ramras, Ramrez, Ranirez, Rannersberger, Rauenhorst, Reemers, Reeners, Rehmers, Reimers, Reinares, Reinarz, Reiners, Reinersch, Reinersman, Reinharz, Reinherz, Reiniers, Reinirkens, Remark, Remarque, Remars, Remers, Remerscheid, Remiarz, Remiorz, Remirez, Remmers, Reners, Renieris, Reniers, Renners, Renwrick, Reymers, Reyniers, Reynierse, Riemers, Riemerschmid, Riemersma, Rimarski, Rinearson, Roemers, Roemersberger, Roemershauser, Romaris, Romeres, Romers, Romersa, Romirez, Rommerskirch, Rommerskirchen, Rommerswinkel, Romrig, Rouwenhorst, Rumierz, Rummerstorfer, Rumoroso, Rumreich, Rumrich, Rymarczyk, Rymark, Rymarowics, Rymarski, Rymaruk, Rymarz, Rymers, Rymerson, Rynarzewski, Rynearson, Rynerson.

### Otros apellidos
Otros apellidos que proceden de la misma raíz son:
Ramiriqui, Reinmar (raíz principal), Reimer, Reijmers, Reymers, Remmers, Riemer (derivación askenazí), Rimer, Riemœre, Rieme, Riomo, Riehm, Riemenschneider, Rymer, Rimerman, Rehmer, Rehme, Remensnider, Riemersma, Riemsnijder.